# Ommatius unicolor
Ommatius unicolor là một loài ruồi trong họ Asilidae. Ommatius unicolor được Becker miêu tả năm 1925. Loài này phân bố ở miền Ấn Độ - Mã Lai.